# Irina Mitrea
Pour les articles homonymes, voir Mitrea.
Irina Mitrea est une mathématicienne roumano-américaine qui travaille comme professeure de mathématiques à l'université Temple. Elle est connue pour ses recherches sur les équations aux dérivées partielles ainsi que pour la promotion des mathématiques auprès des écolières,.  

## Éducation et carrière
Mitrea a obtenu une maîtrise de l'université de Bucarest en 1993 et a terminé son doctorat en 2000 à l'université du Minnesota sous la supervision de Carlos Kenig et Mikhail Safonov. Après des postes temporaires à l'Institute for Advanced Study et à l'université Cornell, elle rejoint la faculté de l'université de Virginie en 2004 et y a obtenu un mandat en 2007. Elle a également enseigné au Worcester Polytechnic Institute avant de déménager à Temple. Elle est la fondatrice du programme Girls and Mathematics Program à Temple University, un camp d'été d'une semaine en mathématiques pour les filles du collège.  

## Prix et distinctions
En 2008, Mitrea a reçu le prix commémoratif Ruth I. Michler de l'Association for Women in Mathematics. En 2014, elle a été élue membre de l'American Mathematical Society « pour sa contribution aux équations différentielles partielles et aux domaines connexes ainsi que pour la sensibilisation des femmes et des minorités sous-représentées à tous les niveaux d'enseignement ». Elle fait partie de la classe des boursiers 2019 de l'Association for Women in Mathematics.

## Publications
- Groupoid Metrization Theory: With Applications to Analysis on Quasi-Metric Spaces and Functional Analysis (avec Dorina Mitrea, Marius Mitrea et Sylvie Monniaux, Birkhäuser, 2013)[8].
- The Hodge-Laplacian: Boundary Value Problems on Riemannian Manifolds (avec Dorina Mitrea, Marius Mitrea et Michael E. Taylor (en), De Gruyter, 2016)[9].